# Stewartia malacodendron
Stewartia malacodendron är en tvåhjärtbladig växtart som beskrevs av Carl von Linné. Stewartia malacodendron ingår i släktet Stewartia och familjen Theaceae. Inga underarter finns listade i Catalogue of Life.

## Bildgalleri

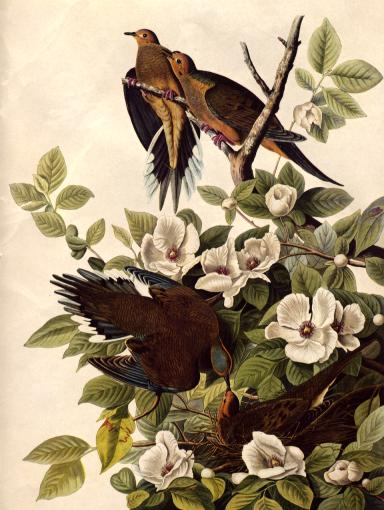
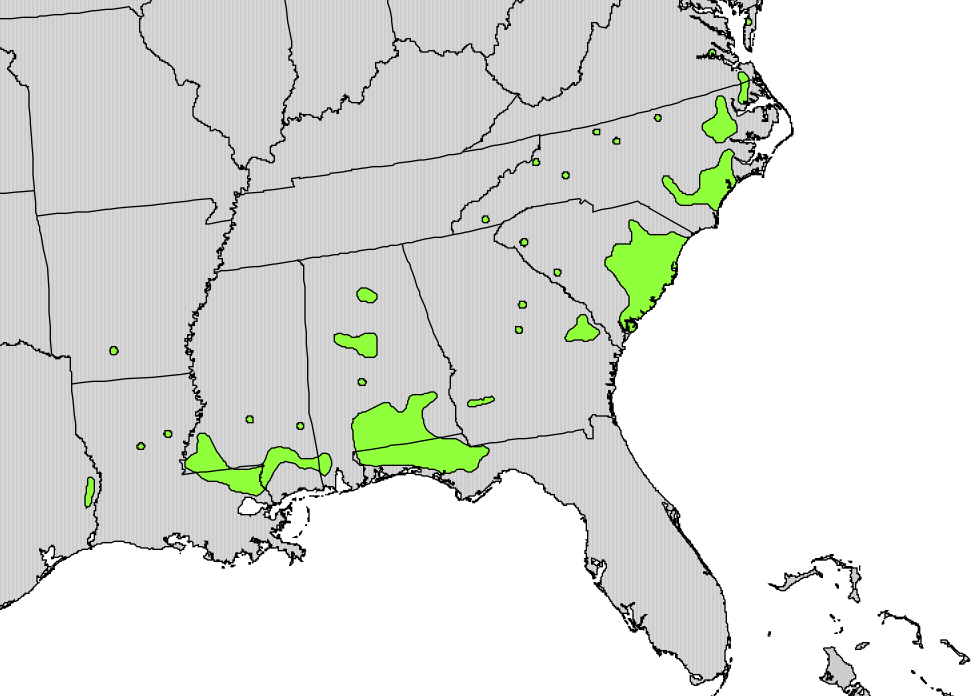
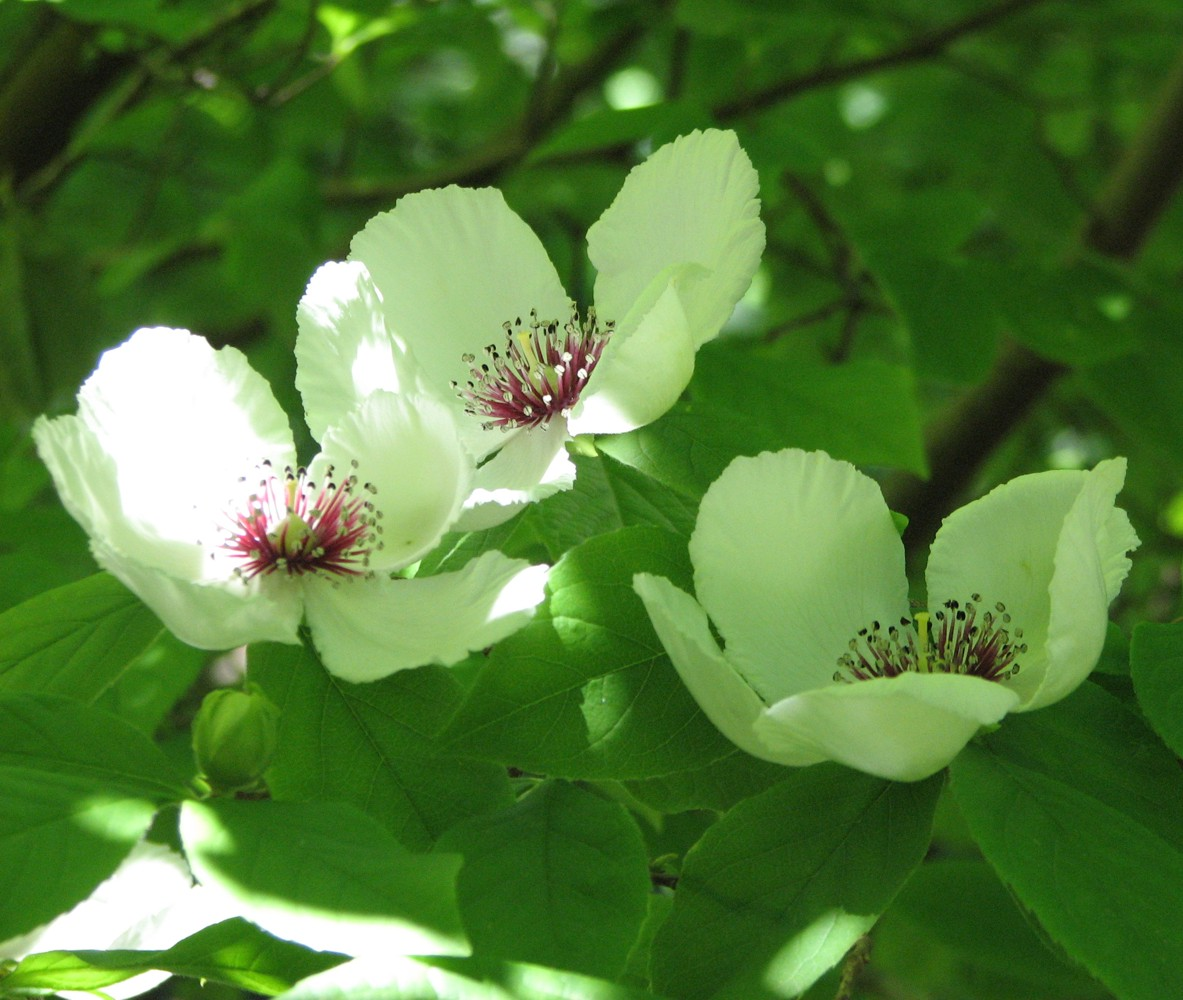